# Збройні сили Лесото
Сили оборони Лесото (СОЛ) — збройні сили південноафриканського Королівства Лесото, які складаються з близько 2000 військовослужбовців і мають завдання підтримувати внутрішню безпеку, територіальну цілісність і захищати конституцію Лесото. Оскільки гірське королівство повністю не має виходу до моря через Південну Африку, на практиці зовнішню оборону країни гарантує її більший сусід, тому збройні сили в основному використовуються для внутрішньої безпеки. LDF - це армія з невеликим авіакрилом.

## Історія
Збройні сили були створені в 1978 році. Сили оборони Лесото брали участь у військовому заколоті 1986 року, внутрішніх конфліктах в 1994 та 1998, і заворушеннях у 2007 році.
Після загальних виборів у Лесото 1993 року, у серпні 1994 року, король Летсіє III розпустив новообраний парламент у результаті державного перевороту, який підтримували військові.
30 серпня 2014 року відбувся передбачуваний військовий переворот, який змусив тодішнього прем'єр-міністра Тома Табане втекти до Південної Африки на три дні. Коротка криза сталася у вересні 2017 року, коли генерал-лейтенант Хоантле Мотсомотсо (тодішній командувач СОЛ) був убитий деякими молодшими офіцерами, що призвело до втручання Співтовариства розвитку Південної Африки (SADC).
У 2021 році контингент СОЛ був направлений до Мозамбіку в рамках місії Співтовариства розвитку Південної Африки в Мозамбіку (SAMIM) для допомоги уряду Мозамбіку під час повстання в Кабо-Дельгадо. Відтак контингент із серпня 2021 року брав участь у провладних наступальних операціях.

## Сухопутні війська
Сухопутні війська Лесото почалася в 1960-х роках, спочатку як воєнізована поліція, створена окремо від служби кінної поліції Лесото 1 квітня 1978 року. Вона була визнана армією в серпні 1979 року та була розширена в 1980-х роках у відповідь на повстанську діяльність Партії конгресу Басутоленду. Після військового перевороту в січні 1986 року, в результаті якого до влади прийшов генерал Джастін Лекганья, армію було перейменовано на Королівські сили оборони Лесото. Станом на 1990 рік було оцінено близько 2000 осіб особового складу, розділених на одну розвідувальну роту, одну артилерійську батарею, сім рот, один взвод спеціальних сил та роту забезпечення.

## Повітряні сили

Почесна варта СОЛ

Повітряне крило Сил оборони Лесото спочатку було відгалуженням воєнізованої поліцейської мобільної одиниці та розпочало свою діяльність з двох турбогвинтових транспортних засобів Short Skyvan, орендованого Cessna A152 Aerobat, двох гелікоптерів MBB Bo 105 та гелікоптера Bell 47G, переобладнаного на турбований. Два двотурбінні гелікоптери Мі-2 були подаровані Лівією в 1983 році, але були зняті з експлуатації в 1986 році.
Поставки чотирьох гелікоптерів Bell 412 були відкладені з 1983 по 1986 роки через вплив Південної Африки. Ситуація змінилася, коли військовий переворот 1986 року призвів до підписання нових угод про безпеку з Південною Африкою. У середині 1980-х авіакрило було об'єднано в Сили оборони Лесото. У 1989 році на зміну Skyvan прийшли два легких турбогвинтових транспортника CASA C-212 Aviocar; один негайно розбився, вимагаючи доставки третього в 1992 році. П'ятий Bell 412 (модель EP) був доставлений у травні 1998 року, щоб замінити списаний у січні попереднього року.

### Авіація

Кругляк Сил оборони Лесото

| Літак            | Походження      | Тип                  | Модель      | На службі   | Зауваження  |             |
| Транспортні      | Транспортні     | Транспортні          | Транспортні | Транспортні | Транспортні | Транспортні |
| ---------------- | --------------- | -------------------- | ----------- | ----------- | ----------- | ----------- |
| CASA C-212       | Іспанія         | транспортний         |             | 2           |             |             |
| GippsAero GA8    | Австралія       | універсальний        |             | 1           |             |             |
| Гелікоптери      |                 |                      |             |             |             |             |
| Bell 412         | Сполучені Штати | універсальний        |             | 3           |             |             |
| Eurocopter AS350 | Франція         | легкий універсальний |             | 3           |             |             |

### Аварії та інциденти
13 квітня 2017 року Eurocopter EC135 T2+ розбився в районі Таба-Путсоа, усі чотири людини на борту загинули. У гелікоптері перебували троє військових і чиновник Мінфіну, який розвозив пенсії на околиці. Офіційні особи повідомили, що він врізався в лінії електропередач і впав у гірській місцевості поблизу Таба Путсоа, убивши двох солдатів і важко поранивши інших двох пасажирів, обидва з яких пізніше померли в лікарні від отриманих травм.

### Цитована література
- Bonn International Center for Conversion. Lee-Enfield SMLE (PDF) (Звіт). SALW Guide: Global distribution and visual identification. с. 3. {{cite report}}: Перевірте значення |author-link= (довідка)
- International Institute for Strategic Studies (February 2016). The Military Balance 2016. Т. 116. Routlegde. ISBN 9781857438352.
- Jones, Richard D.; Ness, Leland S., ред. (27 січня 2009). Jane's Infantry Weapons 2009/2010 (вид. 35th). Coulsdon: Jane's Information Group. ISBN 978-0-7106-2869-5.